# Хоэнвульш
Хоэнвульш (нем. Hohenwulsch) — община в Германии, в земле Саксония-Анхальт. 
Входит в состав района Штендаль. Подчиняется управлению Бисмарк/Кледен.  Население составляет 416 человек (на 31 декабря 2006 года). Занимает площадь 15,17 км².